# Slup wojenny

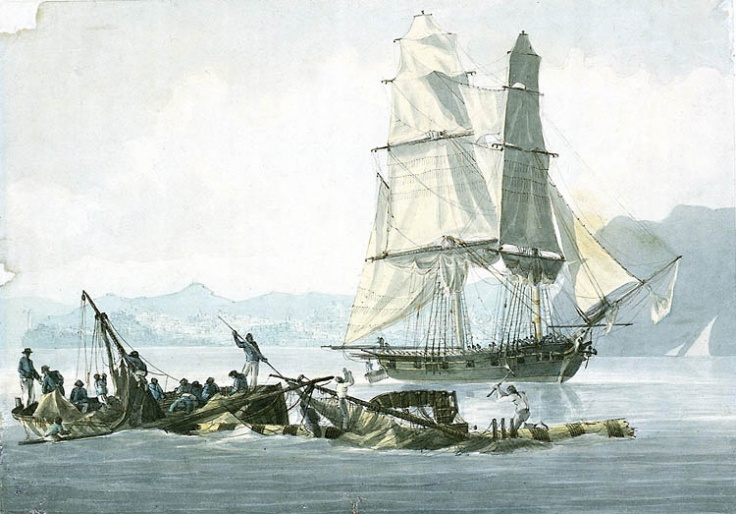
HMS „Speedy”

Slup wojenny (ang. sloop-of-war) – klasa niewielkich okrętów, początkowo żaglowych, później o napędzie śrubowym, obecnie nieistniejąca. W okresie obu wojen światowych slupy stanowiły klasę okrętów eskortowych średniej wielkości. Nazwa tej klasy funkcjonowała głównie w krajach anglosaskich.

## XVII-XIX wiek
Początkowo slupy była to klasa niewielkich żaglowych okrętów, z okresu od końca XVII do połowy XIX wieku, zbliżona do korwet. Były to jednostki używane głównie do zadań pomocniczych przy flocie – łącznikowych, patrolowych, zaopatrzeniowych. Używane też były w ekspedycjach naukowych. Klasa slupów wyróżniana była głównie w krajach anglosaskich, natomiast w Europie kontynentalnej podobne okręty klasyfikowano raczej jako korwety.
Zazwyczaj slupy były trzymasztowe, z ożaglowaniem rejowym (typu fregata). Istniały też slupy dwumasztowe, z takielunkiem brygu (określane też jako klasa okrętu „bryg”).
Uzbrojenie slupów stanowiło 14-18 dział niewielkiego wagomiaru w baterii burtowej, ustawionych na odkrytym pokładzie górnym.
W pierwszej połowie XIX wieku obok żagli na slupach pojawiły się maszyny parowe, początkowo z napędem bocznokołowym, później z napędem śrubowym.
Większymi okrętami żaglowymi tego okresu był: okręt liniowy i fregata; mniejszymi – szkuner i kuter.

## XX wiek

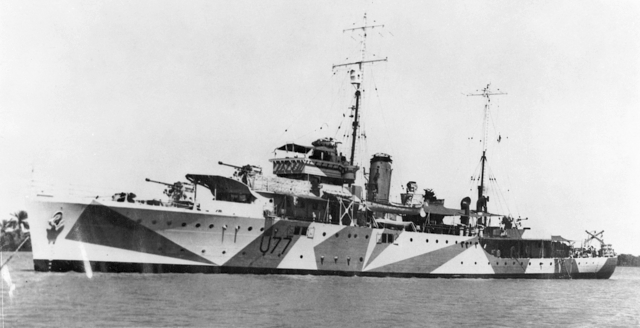
Australijski slup HMAS „Yarra” podczas II wojny światowej

Klasa slupów pojawiła się ponownie podczas I wojny światowej. Nazwa ta była używana głównie w terminologii brytyjskiej, natomiast w Polsce okręty te często określa się jako eskortowce. Podobne okręty we Francji klasyfikowano jako awizo.
Klasa slupów wywodziła się z klasy kanonierek, mając podobną wielkość i charakterystyki, lecz była bardziej uniwersalna (na początku wojny brytyjskie kanonierki torpedowe zostały przeklasyfikowane na slupy). W 1915 Brytyjczycy rozpoczęli masową budowę slupów typu Flower, będących uniwersalnymi okrętami, przeznaczonymi do trałowania min, patrolowania, eskorty konwojów i walki z wynurzonymi okrętami podwodnymi. Były one budowane w oparciu o projekt kadłuba i technologię budowy statków handlowych, napędzane maszynami parowymi, przez co były tanie w budowie i eksploatacji. Ich wyporność wynosiła 1200-1300 ton, prędkość 15-17 w., uzbrojenie: 1 lub 2 działa kaliber 102-120 mm i kilka lekkich działek.
Od 1929 roku do służby w Wielkiej Brytanii i krajach Wspólnoty Brytyjskiej (Indiach i Australii) weszły nowo budowane slupy, najpierw typu Bridgewater, następnie Grimsby, Kingfisher i innych. Były to wielozadaniowe okręty, przeznaczone w czasie pokoju do służby patrolowej i służby w koloniach, a podczas wojny do eskorty konwojów (zbliżoną klasą były francuskie awiza kolonialne). Okręty te wypełniały też zadania kanonierek, uczestnicząc m.in. w opanowaniu irańskich portów w sierpniu 1941 roku. Nowo budowane slupy były to okręty o wyporności 1000-1300 ton i prędkości 16-20 w. Uzbrojenie stanowiły 2-3 działa kalibru 102-120 mm i kilka działek przeciwlotniczych oraz wyrzutnie i miotacze bomb głębinowych. Trzy okręty typu Pelican były uzbrojone w aż 8 dział uniwersalnych kaliber 102 mm.
Kulminacją rozwoju tej klasy były okręty typu Black Swan – do 1945 roku zbudowano ich 32, były one uzbrojone w 6 dział uniwersalnych 102 mm. Miały wyporność 1250 t i prędkość 19-20 w. Wielkością i szybkością były one zbliżone do wprowadzonych w 1941 roku fregat, lecz dzięki silniejszemu uzbrojeniu, slupy były nieco bardziej uniwersalne. Z kolei zbliżone wielkością i uzbrojeniem do slupów niszczyciele eskortowe były nieco szybsze, część miała też uzbrojenie torpedowe.
W latach 60. Brytyjczycy próbowali powrócić do terminu „slup” w trakcie budowy okrętów typu Tribal, bardziej uniwersalnych od ówczesnych fregat, lecz ostatecznie zakwalifikowano je jako fregaty.